# Denise (cantante)
Denise Galdo, nota con il solo prenome Denise (Salerno, 4 luglio 1986), è una cantautrice e musicista italiana.

## Biografia

### Esordi
Nata a Salerno nel luglio 1986, capisce fin da giovane che è la musica la strada da intraprendere nella sua vita. Nel 2005, a 18 anni, già suona e nell'aprile di quell'anno realizza un primo demo autoprodotto dal titolo Anestheticwave Project. Al lavoro collaborano Alessandro Di Liegro, Paolo Tornitore e Fernando Lettieri. In quegli anni arrivano le prime recensioni e i primi live, a cui partecipano Alessandro Di Liegro (chitarra e programming), Romina Zitarosa (basso, chitarra, xilofono e tastiere) e Emilio D'Arco (batteria). Nel corso dei primi anni di carriera, soprattutto nel 2006, collezione numerose esperienze: partecipa a numerosi concorsi come Arezzo Wave Campania, "Six Days sonic madness Campania selected", "Destinazione Neapolis 2006", "Avanti il prossimo 2006" (vincitrice) e "Prove di Rock 2006". Inoltre apre i concerti di Castanets, Devics e Artemoltobuffa. Ad aprile 2006 registra il secondo demo, dal titolo Candy Floss, grazie all'aiuto di Fausto Ferrara (A Toys Orchestra) e del contrabbassista Fulvio Di Nocera. Sempre nel 2006 apre il concerto a Castelbuono, nell'ambito del Ypsigrock Festival, di Michael Rother (Kraftwerk, Neu!) e di Dieter Moebius (Cluster). Suona anche con gli Offlaga Disco Pax (in occasione del "Rockaria Festival") e con gli Arab Strap in occasione del Rockcontest di Firenze. Nel frattempo Emilio D'Arco viene sostituito da Antonio Pappacoda alla batteria.
Nel giugno 2007, dopo una serie di concerti che l'hanno vista suonare con Giorgio Canali e Marco Parente, esce un'altra demo, dal titolo Twee. Il video di Moonchild, realizzato da Francesco Galdo, viene trasmesso nel palinsesto dal canale QOOB. Nell'ottobre dello stesso anno vince il "Musical Box" di Urbino. In novembre partecipa al "MEI Fest" e apre a Napoli il concerto di Polly Paulusma. In dicembre si esibisce live prima con Meg e poi con Paolo Benvegnù.

Nel 2008 apre la data di Firenze del concerto della band tedesca To Rococo Rot, mentre in maggio suona con i Perturbazione.
Nell'aprile 2009 arriva il primo EP ufficiale, intitolato Carol of Wonders EP, prodotto dalla Memory Men e distribuito da Venus Dischi. L'EP viene notato dai curatori della trasmissione radiofonica Caterpillar, in onda su Radio 2, che la invitano ad esibirsi live presso gli studi Rai di Milano e poi la ospitano nel Caterraduno a Senigallia. Intraprende quindi un tour nazionale che vede aggiungersi alla storica band d'accompagnamento, anche Antonio Pappacoda (percussioni) e Davide Viola (violoncello). Nel frattempo realizza anche due video per due pezzi, Carol of Wonders e Cuddly Cloudy Afternoon.

### Primo album
Il riscontro positivo ottenuto con Carol of Wonders EP le dà il lancio per la realizzazione del primo album, che esce il 26 ottobre 2010. Il lavoro si intitola Dodo, do! e vede la collaborazione di Gianni Maroccolo (Litfiba, CSI, Marlene Kuntz) nelle vesti di direttore artistico e di Lorenzo 'Moka' Tommasini nel ruolo di sound engineer e coproduttore. L'album, distribuito da Alkemi Records/Ala Bianca, contiene 12 tracce interamente in lingua inglese caratterizzate da un pop folk di base a cui si accompagnano però arrangiamenti originali e strumenti inconsueti come l'autoharp, lo stylophone, il theremin e il pianoforte giocattolo.

Il singolo di lancio Burning Flames entra nella 50 Songs di Radio Deejay e nella rotazione musicale del canale MTV, arrivando al 68º posto nella classifica dell'airplay nazionale, mentre il video del secondo singolo Sunny Lovers, diretto da Lorenzo Vignolo, viene trasmesso in anteprima sul sito di Radio Deejay.  La terza traccia di Dodo, do! (ossia Lake Wakes) viene remixata dal produttore scozzese Howie B. Nei successivi mesi intensifica la sua notorietà aprendo il concerto dell'unica data italiana di Suzanne Vega e in due occasioni i concerti di Sara Lov. Inoltre suona dal vivo a Senigallia con Stefano Bollani, a Urbino con i Kings of Convenience e The Niro e a Milano con Eliza Doolittle.

### Uninverse
A distanza di due anni, il 30 ottobre 2012 arriva il secondo album, dal titolo Uninverse. Questo lavoro, realizzato con la produzione di Roberto Vernetti, Cristian Milani e Michele Clivati, è stato distribuito, come il precedente, da Alkemi records/Ala Bianca. Nel disco collabora anche il musicista e cantante Marco Guazzone (in Sailors), che girerà anche in tour con Denise nei mesi successivi. L'album è stato anticipato dal singolo Rain, pubblicato il 10 ottobre e accompagnato da un videoclip diretto da Stefano Poletti e girato a New York.
Nel 2013 compare come protagonista del video del brano Annina dei Bastian Contrario.

## Discografia

### Album
- 2007 - Twee (autoprodotto)
- 2010 - Dodo, do! (Al-kemi/Ala Bianca)
- 2012 - Uninverse (Al-kemi/Ala Bianca)
- 2023 - Dov'è finito il mare (Bulbart)

### EP
- 2009 - Carol of Wonders (Memory Men/Venus)

### Compilation
- 2010 - Lacks in Debut (Al-kemi records/Ala Bianca)
- 2010 - Ageless ne La leva cantautorale degli anni zero (Ala Bianca)
- 2010 - Pet Life Saver in Altri giardini (cover dei Giardini di Mirò)

## Singoli
- Moonchild (2007)
- Carol of Wonders (2009)
- Cuddly Cloudy Afternoon (2009)
- Burning Flames (2010)
- Sunny Lovers (2011)
- Rain (2012)
- Sailors (2012)